# 르네 마그리트
르네 프랑수아 길랭 마그리트(1898년 11월 21일~1967년 8월 15일, 프랑스어: René François Ghislain Magritte)는 초현실적인 작품을 많이 남긴 벨기에의 화가이다. 대표작으로 "이것은 파이프가 아니다"로 유명한 《이미지의 배반》이 꼽히며, 이 외에도 《골콩드》, 《중산모를 쓴 남자》, 《이것은 사과가 아니다》 등이 널리 알려져 있다.

## 생애
1898년 11월 21일에 벨기에에서 태어나 1967년 8월 15일에 사망하였다. 1916년 브뤼셀에서 미술공부를 시작했고, 1920년 중반까지 미래주의와 입체주의 성향의 작품을 그렸다. 그러나 그 이후 조르조 데 키리코(Giorgio de Chirico)의 영향을 받아 초현실주의적인 작품을 제작하기 시작하였다. 그는 초현실주의적이지만 자신만의 개성이 두드러지는 작품들을 제작했다. 주로 우리의 주변에 있는 대상들을 매우 사실적으로 묘사하고 그것과는 전혀 다른 요소들을 작품안에 배치하는 방식인 데페이즈망(dépaysement) 기법을 사용하였다. 1950년대에는 그 전까지 했었던 작품들과는 완전히 다른 작품을 제작하기도 하는데, 인상주의시기의 르누아르의 영향을 받은 작품들과 바슈(vache)시기의 야수파의 영향을 받은 작품들이 제작되었다. 그의 작품들은 주로 신비한 분위기와 고정관념을 깨는 소재와 구조, 발상의 전환 등의 특징을 보이며 이러한 특징은 우리가 생각하는 모든 것들을 새로운 시선으로 바라보도록 한다.
마그리트의 작품들은 현대미술에서의 팝아트와 그래픽 디자인에 큰 영향을 주었고, 대중매체의 많은 영역에서 영감의 원천이 되고 있다. 영화 '매트릭스'는 《겨울비(Golconde)》(1953)이라는 작품에서 영감을 받았고, 영화 '천공의 성 라퓨타'는 《피레네의 성(Le chateau des Pyrenees)》(1959)과 《올마이어의 성(Almayer's Folly)》(1951)에서 모티브를 얻었다.

## 대표적인 작품
- 잘못된 거울 (Wrong Mirror)(1928)
- 이미지의 배반 (The Treason of Images)(1929)
- 천상적 완전성(1930)
- 인간의 조건 (1933, 1935)
- 집단발명 (Collective Invention)(1934)
- 헤라클레이토스의 다리(1935)
- 천리안(1936)
- 금지된재현(1937)
- 투시, 통찰력(Clair Vayance)(1936)
- 해방자(1947)
- 세헤라자데(Scheherazade)(1948)
- 과대망상증(1949)
- 빛의 제국(1954)
- 교사(1955)
- 피레네 산맥의 성곽(1959)
- 심금(The Heartstring)(1960)
- 결혼한 성직자(1961)
- 대가족(1963)
- 진실의 추구(The search for truth)(1963)
- 대전쟁(1964)
- 신뢰(Good faith)(1964~1965)
- 백지수표(Carte Blanche)(1965)
- 살아있는 예술(1967)
- 최후의 장면(1967)
- 골콩드(Golconde)(1953)
- 데칼코마니
- 집합적 발명 (1953)
- 우편엽서
- 개인적 가치 (1952)
- 피레네의 성(1959)

## 관련서적
- 《마그리트와 시뮬라크르》(박정자, 2011년 1월 기파랑)
- 《르네 마그리트 베이식 아트 시리즈》(마르셀 파케, 2008년 6월 마로니에북스)